# ACM Transactions on Computer Systems
ACM Transactions on Computer Systems (abrégé en  TOCS) est une revue scientifique trimestrielle à comité de lecture dans le domaine des systèmes d'ordinateur ; elle est publiée par l'Association for Computing Machinery depuis 1983.

## Description
Le journal présente les résultats de la recherche et du développement sur la conception, la spécification, la réalisation, le comportement et l'utilisation des systèmes informatiques. Le terme « systèmes informatiques » est interprété ici au sens large et comprend les architectures de systèmes les systèmes d'exploitation, les systèmes distribués et les réseaux informatiques. Les articles publiés dans TOCS présentent de nouvelles techniques et de nouveaux concepts, et rendent compte d'expériences et d'expérimentations avec des systèmes réels.
TOCS publie des articles de recherche et des articles techniques, courts et longs, ainsi que des articles de synthèse. Le journal comprend une section de correspondance technique permettant de commenter des sujets techniques et des articles déjà publiés. 

## Publications
La revue est trimestrielle, les 4 numéros de l'année sont groupés en un volume. À titre d'exemple, le volume 39 de 2021 comporte 6 articles. Les pages des articles sont numérotés séparément, chaque article recommence à la page x:1, où x est le numéro de l'article. 
L'éditeur en chef de la revue est, en 2022, Michael M. Swift, professeur à l'université du Wisconsin à Madison.
Les domaines couverts par la revue sont :
Cloud computing, Systèmes fiables, Conception de systèmes,
Systèmes distribués, Systèmes embarqués, Systèmes de fichiers,
Systèmes mobiles, Systèmes d'exploitation,
Optimisation des performances et de la consommation, Systèmes sécurisés,
Gestion des systèmes, Vérification des systèmes,
Systèmes et optimisation des compilateurs,
Systèmes et architecture informatique,
Systèmes et bases de données,
Systèmes et réseaux,
Systèmes et langages de programmation, Virtualisation.

## Indexation
D'après SCImago Journal Rank (SJR), l'indice h est de 70, et le journal est classé dans le premier quart  (Q1) dans la catégorie « Computer Science (miscellaneous) ». Son facteur d'impact est, selon la même source, de 0,84 en 2021.